# Тамбур-мажор
 Tambur-маžor  (фр. tambour-major), у дословном преводу: „старјешина добошара“. Стари назив за подофицира, старјешину добошара и трубача у пуку. 

## Више о тамбур-мажору
Сваки пук и у српској војсци, а и у војскци Краљевине Југославије, имао је све до Другог свјетског рата тамбур-мажора. То је диригент покретног војног оркестра који иде испред и управља с њим. У војсци Краљевине Југославије, а у Београду посебно, био је познат наредник-водник капелник музике Краљеве гарде из 7 пука I armije Војислав Воја Роглић. Београдски лист „Време“ пише о овом музичару 16. октобра 1930. г. 

## Од кости, штапа, преко палице тамбур-мажора до данашње диригентске палице
Палица тамбур-мажора је једна од тачака којом је еволуирала диригентска палица од времена када су кост или комад дрвета служили за одбрану, напад и заштиту властитог живота, упозорење и превентиву, преко још увјек дугог и масивног штапа, сада богато украшеног- палице тамбур-мажора, ка данашњој диригентској палици дугој свега педесетак центиметара. 